# ベガ・シシリア
ボデガス・ベガ・シシリア（スペイン語: Bodegas Vega Sicilia, 「ワイナリー・ベガ・シシリア」）は、スペイン・カスティーリャ・イ・レオン州バリャドリッド県にあるワイナリー。スペインの原産地呼称制度であるデノミナシオン・デ・オリヘン(DO)におけるリベラ・デル・ドゥエロ (DO)に所在する。もっとも著名なスペインワインのワイナリーのひとつである。1864年設立。

## 名称

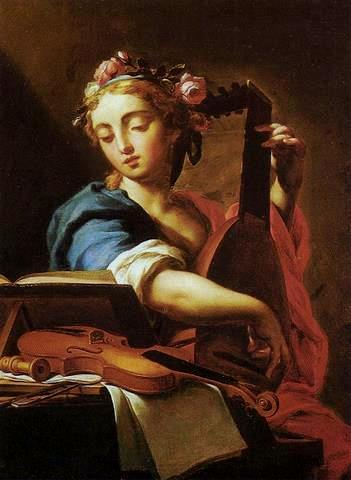
名称の由来とされる聖セシリア

「ベガ・シシリア」という名称の正確な由来は定かではないが、ワイナリー設立より数世紀早いスペインの文献にこの名称が登場する。名称の類似性にもかかわらず、イタリアのワイン産地であるシチリア島とのつながりは存在しない。「ベガ」という単語はドゥエロ川の河岸に土砂が堆積してできた肥沃な土地を指し、「シシリア」という単語は聖セシリアを指す。聖セシリアは音楽家の守護聖人であり、カスティーリャ・イ・レオン州のいくつかの村の名前にも使用されている。ワイナリーの創設者であるエロイ・レカンダ・イ・チャベスは、彼がなぜベガ・シシリアという名称を付けたのか記録に残していない。

## 歴史

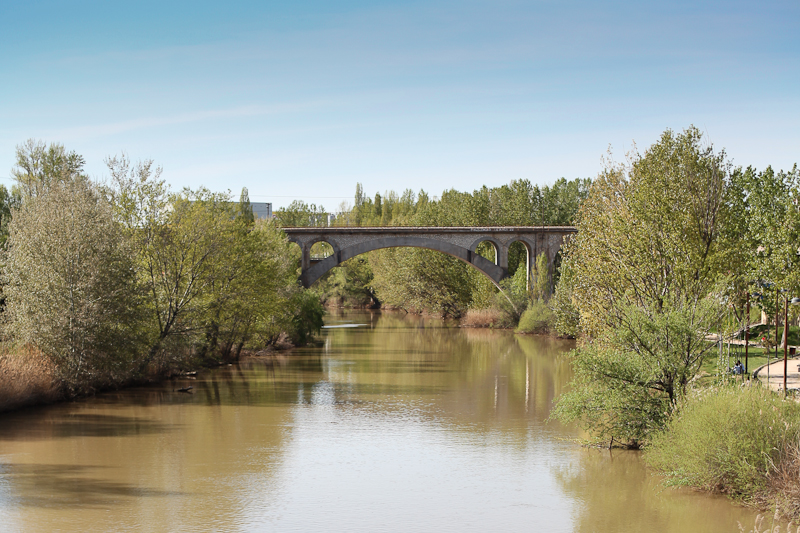
カスティーリャ・イ・レオン州を横断するドゥエロ川

フランスのボルドーでワイン醸造学を学んだスペイン人生産者、エロイ・レカンダ・イ・チャベスによって、1864年にベガ・シシリア社が設立された。チャベスはボルドーから地元のカスティーリャ地方に戻り、ドゥエロ川の南に面したバルブエナ・デル・ドゥエロの丘陵にボルドー品種であるカベルネ・ソーヴィニヨン種を植えた。その後同じくボルドー品種のメルロー種とマルベック種も植え、初期に植えられたこの3品種は今日でもワイン生産に使用されている。ベガ・シシリア社はリベラ・デル・ドゥエロで優れた赤ワインが生産できることを初めて証明したワイナリーであり、やがてスペインでもっとも重要なワインのひとつとの称賛を受けるようになった。
1982年にはブドウ畑やワイナリーが所在するリベラ・デル・ドゥエロがスペインの原産地呼称制度であるデノミナシオン・デ・オリヘン(DO)において「原産地呼称」(DO)に認定され、同年からはアルバレス家がワイナリーを所有している。1993年にはカタルーニャ州ペネデス (DO)のミゲル・トーレス社などによって世界的な家族経営ワイナリーの団体である「プリームム・ファミリエ・ヴィニ」が設立され、アルバレス家もこの団体に参加した。
1996年から1999年にはマリアーノ・ガルシーアが醸造責任者（ワインメーカー）を務め、後にガルシーアは独自のワイナリーを構えている。現在はシャビエル・アウサスが醸造責任者を務めている。

## 評価
イギリスのウィンストン・チャーチル首相は、ベガ・シシリア社のワインを常に手元に置いていたとされる。ワイン評論家のヒュー・ジョンソンは、1989年の著書『Vintage: The Story of Wine』の中でいくつかのスペイン産ワインをボルドーの一級畑と比較した。リオハの生産者であるマルケス・デ・リスカルをシャトー・ラフィット・ロートシルトと、同じくリオハのマルケス・デ・ムリエタをシャトー・ムートン・ロートシルトと比較した後に、「ベガ・シシリアはシャトー・ラトゥールである。しかし（スペインの酷暑で）ブドウは干からび、収穫者がカラリと揚がった収穫期のラトゥールである」と述べ、ボルドーに比べて明確に温暖な気候や異なる生育条件に言及している。

## ブドウ畑
エロイ・レカンダ・イ・チャベスが初めて行った植樹の際には、カベルネ・ソーヴィニヨン種、メルロー種、ティント・フィノ種（この地域でのテンプラニーリョ種の呼称）、マルベック種が植えられた。当時のリベラ・デル・ドゥエロではボルドー品種の大規模な植え付けは珍しかったが、その後の植樹ではよりティント・フィノ種に焦点が当てられている。
リベラ・デル・ドゥエロ原産地呼称統制委員会は国際品種とブレンドする際にもティント・フィノ種を75%以上ワインに用いることを定めている。現在ではベガ・シシリア社が所有するブドウ畑の約40%が伝統的なボルドー品種であり、うち25%がカベルネ・ソーヴィニヨン種である。
ベガ・シシリア社が所有する250エーカーの多くは古樹であり、中には樹齢100年以上の樹も存在するが、概して古樹は収量が低い。旗艦銘柄である「ウニコ」用に使用される樹の多くは収量が1エーカー当たり1トン未満である。

## ワイン

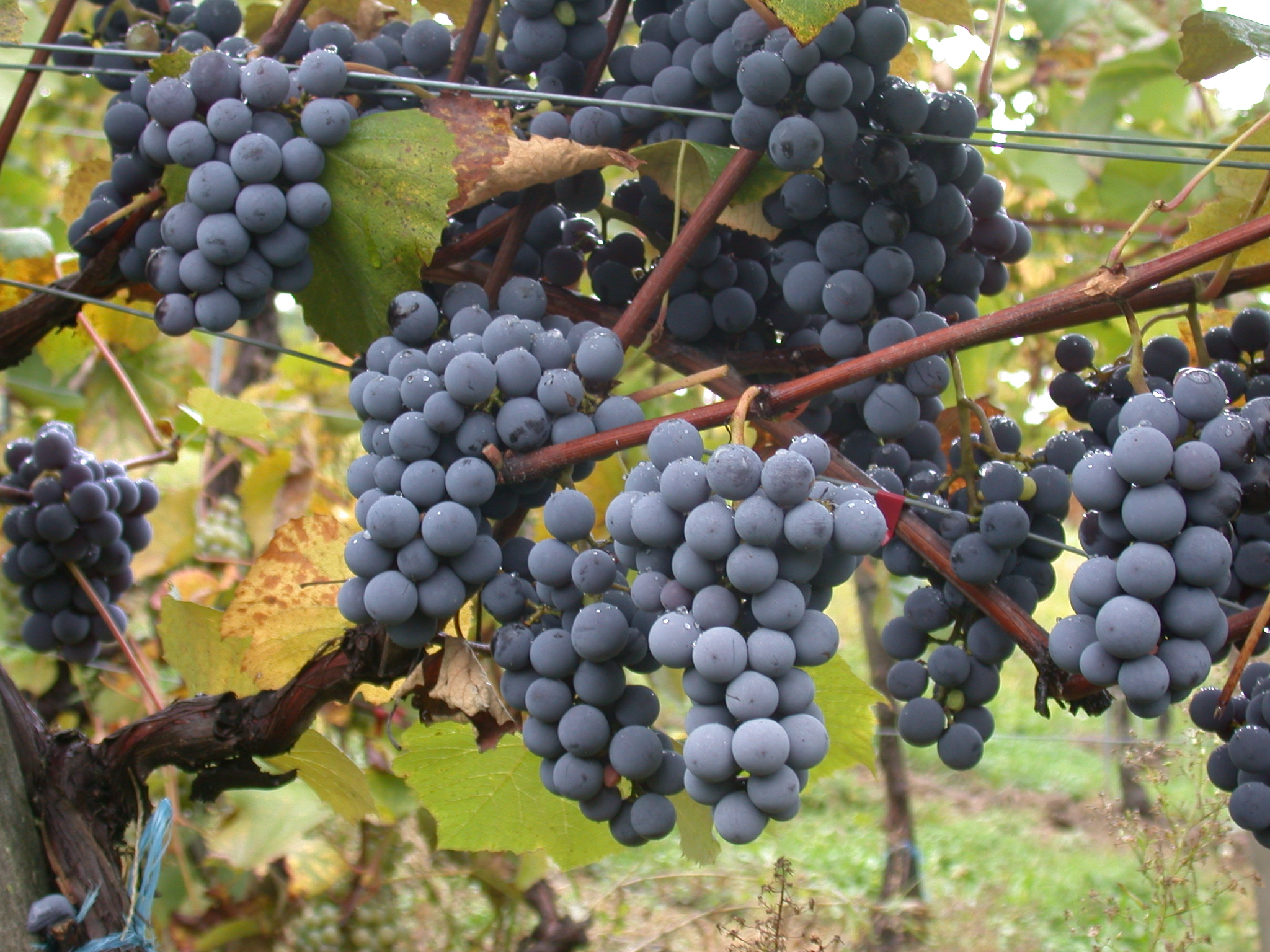
主品種であるティント・フィノ種

ベガ・シシリアは望みの熟成度合いになるまで忍耐強くオーク樽とワインボトル内で長期熟成させる方針で知られており、中には熟成に数十年間があてられるヴィンテージも存在する。例えば1991年にリリースしたヴィンテージは、1968年のヴィンテージ（23年熟成）と1982年のヴィンテージ（9年熟成）である。ベガ・シシリアは3つの異なる銘柄を生産している。1998年までは、3年間の熟成後にリリースする「バルブエナ3°」も生産していた。
- ウニコ – グラン・レセルバ級であり、ベガ・シシリアの旗艦銘柄である。オーク樽内で7年、瓶内で3年以上、最低10年間熟成させてからリリースされるが[8]、15年以上熟成させられるボトルもある。リベラ・デル・ドゥエロでもっとも古いブドウの樹に実ったブドウを用いる。ブレンド比率はティント・フィノ種が約80%、カベルネ・ソーヴィニヨン種が約20%である。平均的な年にはベガ・シシリア全体の1/3弱の生産量を占めるが[5]、できの良くない年にはウニコをいっさい生産しないこともある[2]。国内7、国外3の割合で出荷しており、「ウニコ」をワインリストに掲載しているのは一流のレストランやホテルのワインリストのみである[8]。

- バルブエナ5° - レセルバ級であり、タンク内で6か月、オーク樽内で30か月、瓶内で24か月、計5年間熟成させてからリリースする[8]。セパージュ比率はティント・フィノ種80%、メルロー種とマルベック種が10%ずつである[8]。

- ベガ・シシリア・ウニコ・レセルバ・エスペシアル – 最低10年間熟成させてからリリースされる、異なるヴィンテージのウニコをブレンドしたワインである。樹齢30年以上の樹から取れたブドウのみが用いられる。通常は厳格な配分の下で個人顧客のみに販売される[2]。

## アリオン、ピンティア
ティント・フィノ種をフレンチオークの新樽で熟成させる、それまでより現代的なワインの生産を目的とし、1991年にアルバレス家はベガ・シシリアのワイナリーに隣接してアリオンというワイナリーを設立した。アリオンはティント・フィノ種100%のセパージュワインであり、タンク内で3か月、オーク樽内で13か月、瓶内で24か月熟成させ、「バルブエナ」より安価で販売している。
1997年にはトロ (DO)にピンティアというワイナリーを設立した。

### その他の文献
- Bespaloff, Alexis (1994). Complete Guide to Wine. Penguin Books. ISBN 0-451-18169-7
- Gordon, Jim (2010). Opus Vino. DK Publishing. ISBN 978-0-7566-6751-1

- Johnson, Hugh (1989). Vintage: The Story of Wine. Simon and Schuster. ISBN 0-671-68702-6
- MacNeil, Karen (2001). The Wine Bible. Workman Publishing. ISBN 1-56305-434-5